# Xiba
Xiba (en rus: Шиба) és un poble de la república de l'Altai, a Rússia, que el 2016 tenia 301 habitants, pertany al districte d'Ongudai.